# 小紅濕傘
小紅濕傘，俗稱朱紅蠟蓋，是一種擔子菌門真菌，隸屬於濕傘屬。這種真菌是一種廣泛地分佈於世界各地的物種，並且主要在秋季在田地、荒地、草地、熱帶雨林、桉樹林、石楠荒野等地方出現。

## 分類
小紅濕傘最早是由瑞典真菌學家伊利阿斯·马格努斯·弗里斯於1821年描述的，其學名為小紅伞菌（Agaricus miniatus）。於1838年，弗里斯重新將這種真菌劃入濕傘屬。後來，德國真菌學家保羅·庫默爾於1871年將其學名改為現名。其學名中的源自拉丁文詞彙，意思是「塗上紅鉛」，指的是其顏色。其另外，學名中的「半」也是為了與血红丝膜菌（Cortinarius sanguineus）分別。

## 描述
小紅濕傘的菌蓋直徑為0.5–3.5厘米（0.2–1.4英寸），呈猩紅橙色，且邊緣部份呈黃色條紋狀。起初是凸面狀的，但隨著年齡增加會變成有著波浪狀邊緣的扁平狀。乾燥成熟子實體的中心部份有著明顯的皮屑狀或鱗片狀質感，而這也是其特點之一。其菌柄高度為3–5厘米，厚0.3–0.4厘米，呈倒錐體狀，並且傾向扁平化。其顏色與菌蓋相同，但有時候會較為淺色。其底部呈白色。其菌褶呈橙色，是連生的或自基部沿蕈柄向下生長的。它們之間的間距較大，並且有凹槽。其菌肉呈橙色，並且沒有任何氣味。其孢子印呈白色，而擔孢子的大小則為7–9 x 4–5微米。

## 分佈及生境
小紅濕傘廣泛地分佈於世界各地，且幾乎所有温带地區都有其蹤跡。歐洲、北美洲、南美洲、亞洲和澳洲均有小紅濕傘出現的紀錄。這種真菌主要在秋季於田地、荒地、草地、熱帶雨林、樹林、荒野等地方出現。這種真菌亦常與山柳兰一起出現。

## 可食性
小紅濕傘是可供食用的，但現今真菌學家們還未知道這種真菌是否有毒和會否導致過敏反應，因此並不建議食用。

## 外部連結
- 小紅濕傘的照片